# Ixodes djaronensis
Ixodes djaronensis är en fästingart som beskrevs av Neumann 1907. Ixodes djaronensis ingår i släktet Ixodes och familjen hårda fästingar. Inga underarter finns listade i Catalogue of Life.